# Song Wendi

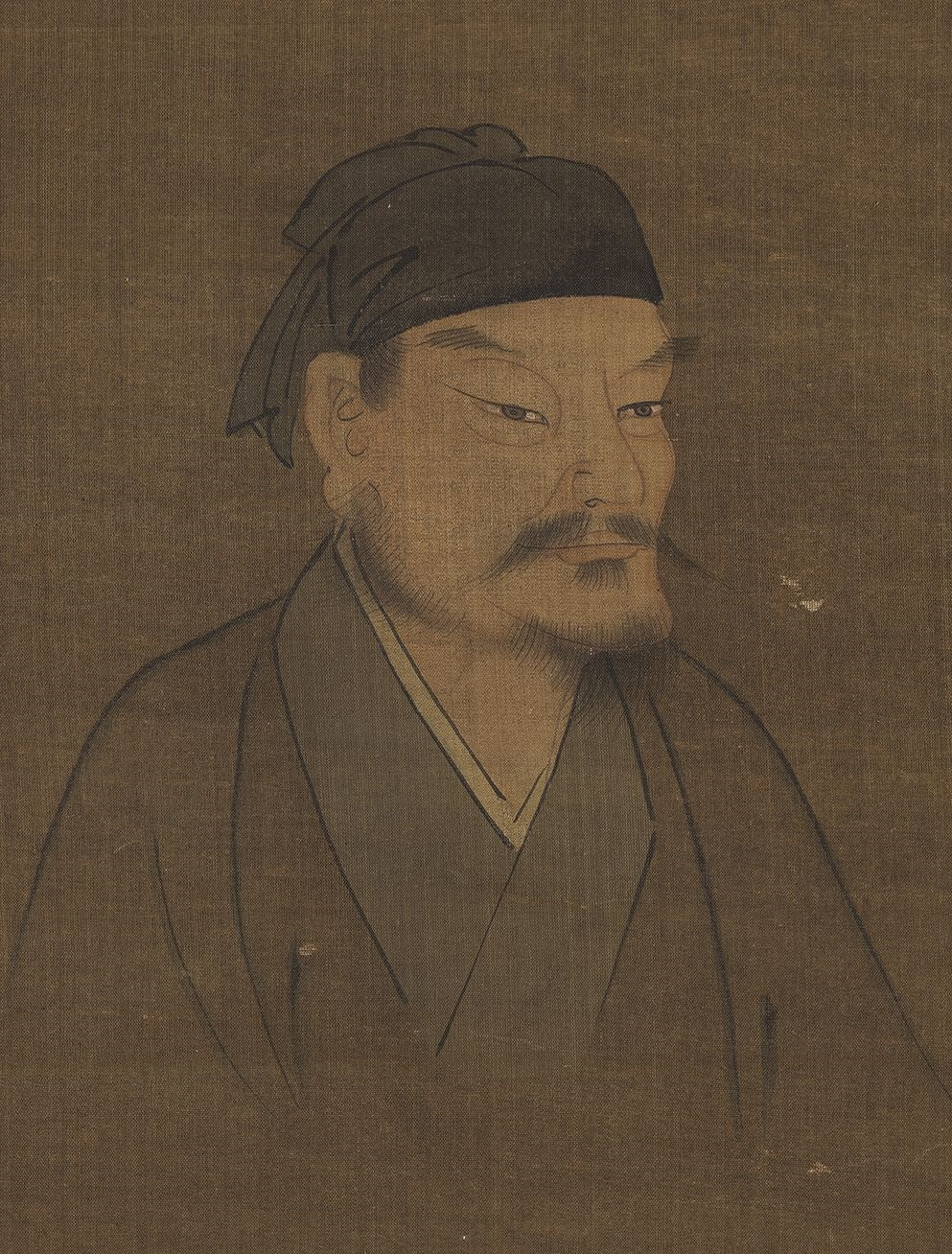
Song Wendi

Song Wendi (chinesisch 宋文帝, Pinyin Sòng Wéndì, Jyutping Sung3 Man4dai3 – „Kaiser Wen der Früheren Song-Dynastie“), Geburtsname Liu Yilong (劉義隆 / 刘义隆), regierte von 424 bis 453. Er war der dritte Sohn des Gründers der Dynastie Song Wudi. Nach dem Tod seines Vaters im Jahr 422 bestieg Liu Yilongs ältester Bruder Liu Yifu den Thron. 424 wurde dieser von Verschwörern ermordet und Liu Yilong zum Kaiser proklamiert.
In den 28 Jahren seiner Herrschaft führte Kaiser Wen die Politik seines Vaters fort und zum Teil die Landpolitik der Jin-Dynastie. Der auch „Yuanjia-Verwaltung“ (元嘉之治) genannte Zeitraum gilt als eine wirtschaftliche und militärische Blütezeit.
| Personendaten    | Personendaten                      |
| ---------------- | ---------------------------------- |
| NAME             | Song Wendi                         |
| ALTERNATIVNAMEN  | 宋文帝 (chinesisch)                |
| KURZBESCHREIBUNG | chinesischer Kaiser                |
| GEBURTSDATUM     | 4. Jahrhundert oder 5. Jahrhundert |
| STERBEDATUM      | 5. Jahrhundert                     |